# Ебергард фон Венден
Ебергард фон Венден (нім. Eberhard von Wenden; 3 грудня 1917, Шарлоттенбург — ?) — німецький офіцер-підводник, капітан-лейтенант крігсмаріне.

## Біографія
3 квітня 1937 року вступив на флот. З жовтня 1939 року служив на легкому крейсері «Кельн». З червня 1940 року — 2-й, потім 1-й вахтовий офіцер на плавучій базі швидкісних катерів «Адольф Людеріц». В травні-грудні 1943 року пройшов курс підводника і командира підводного човна. З 29 лютого по 31 липня 1944 року — командир підводного човна U-926. В серпні переданий в розпорядження 5-ї флотилії. З 22 грудня 1944 по 5 травня 1945 року — командир U-37. В травні був взятий в полон. 17 грудня 1945 року взятий в полон.

## Звання
- Кандидат в офіцери (3 квітня 1937)
- Морський кадет (21 вересня 1937)
- Фенріх-цур-зее (1 травня 1938)
- Оберфенріх-цур-зее (1 липня 1939)
- Лейтенант-цур-зее (1 січня 1940)
- Оберлейтенант-цур-зее (1 вересня 1941)
- Капітан-лейтенант (1 жовтня 1944)